# Diaphragme (organe)
Pour les articles homonymes, voir diaphragme.
Le diaphragme est un organe propre aux mammifères. Il forme une cloison musculo-aponévrotique qui sépare  la cavité thoracique des cavités de l'abdomen.
Le rôle physiologique du diaphragme est fondamental dans la ventilation pulmonaire des mammifères. Il est le plus volumineux et le plus important des muscles inspiratoires : sa contraction, en créant une dépression dans la cavité thoracique, permet l'entrée d'air dans les voies respiratoires. Son relâchement permet à l'inverse l'expiration passive. La contraction du diaphragme est périodique et automatique[réf. nécessaire], sous contrôle d'efférences provenant du tronc cérébral. Chaque contraction du diaphragme initie un cycle respiratoire. La fréquence de sa contraction définit la fréquence respiratoire. Il est possible de modifier volontairement sa fréquence de contraction.

## Étymologie
Le terme anatomique diaphragme a été créé par Gérard de Crémone.

## Anatomie humaine
Le diaphragme constitue la face supérieure du caisson abdominal.

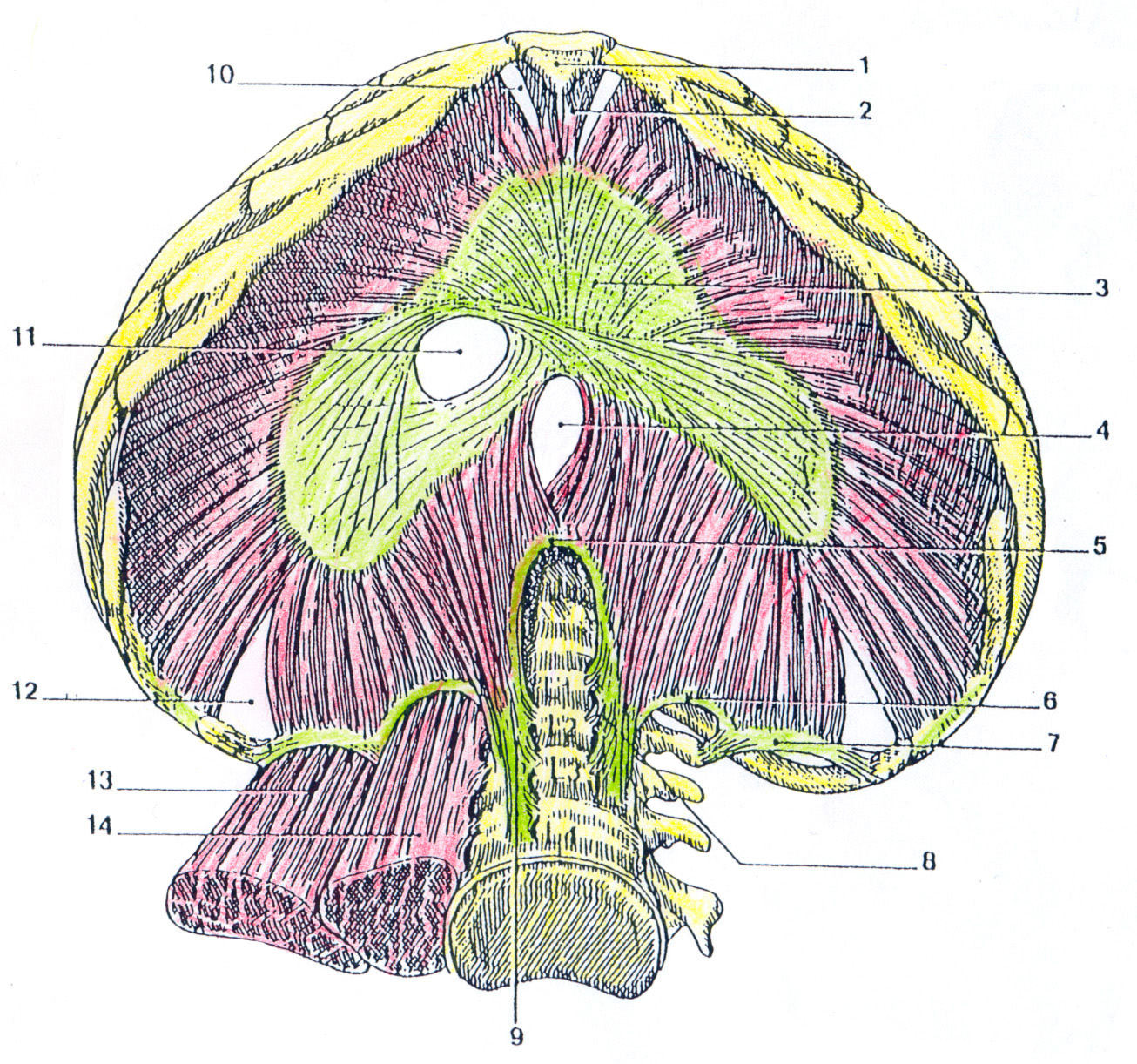
Vue inférieure du diaphragme humain. 1 : processus xiphoïde du sternum ; 2 : faisceau musculaire de la portion sternale ; 3 : centre phrénique ; 4 : hiatus œsophagien ; 5 : ligament arqué médian limitant l'hiatus aortique ; 6 : ligament arqué médial (arcade du muscle grand psoas) ; 7 : ligament arqué latéral (arcade du muscle carré des lombes) ; 8 : pilier tendineux gauche ; 9 : pilier tendineux droit ; 10 : Hiatus costoxiphoïdien (fente de Larrey) ; 11 : hiatus de la veine cave inférieure ; 12 : hiatus costolombaire ; 13 : muscle carré des lombes ; 14 : muscle grand psoas.

### Structure
Le diaphragme est un muscle digastrique organisé autour d'un  centre tendineux trifolié.
Il forme une voûte à convexité supérieure constituée de deux coupoles : les coupoles diaphragmatiques droite et gauche.
Les fibres musculaires s’insèrent sur le pourtour de l'ouverture inférieure du thorax et sur les bords du centre tendineux.
Il s'organise en trois parties liées aux insertions des fibres:
- une partie sternale,
- une partie costale,
- une partie lombaire ou vertébrale.

#### Partie sternale
La partie sternale nait par des faisceaux très courts et grêles de la face postérieure de l'extrémité inférieure du processus xiphoïde et par quelques fibres sur la ligne blanche.
Les fibres se terminent en arrière sur la partie moyenne de la foliole antérieure du centre tendineux.
La partie sternale droite et gauche peuvent être séparé par espace médian : la fente de Marfan.
La partie sternale est limitée latéralement par le triangle sterno-costal.

#### Partie costale
La partie costale nait de digitations de la face interne de la paroi thoracique :
- des faces internes des six derniers arcs costaux,
- de l'arcade aponévrotique entre le sommet de la dixième côte et le sommet de la onzième,
- de l'arcade aponévrotique entre le sommet de la onzième côte et le sommet de la douzième,
- de l'arcade aponévrotique entre le sommet de la douzième côte et la face antérieure du processus transverse de la première vertèbre lombaire.

Les digitations nées de la dixième à la douzième côte s’unissent aux faisceaux d’insertion homologues du muscle transverse de l’abdomen.
Les fibres se terminent sur les bords latéraux des folioles droit et gauche du centre tendineux.
Les faisceaux antérieurs les plus médiaux délimite le triangle sterno-costal.
Les faisceaux postérieurs les plus médiaux délimite le triangle lombo-costal.
Entre les digitations passent les nerfs intercostaux.

#### Partie lombaire
La partie lombaire ou vertébrale nait directement ou indirectement des quatre premières vertèbres lombaires.
Elle se divise en deux parties :
- une partie médiane constituée du pilier du diaphragme qui s’insère directement sur les vertèbres lombaires,
- une partie latérale qui nait du ligament arqué médial et du ligament arqué latéral.

Les tendons des deux piliers droit et gauche s'unissent pour former le ligament arqué médian formant la limite antérieure du hiatus aortique.
Les faisceaux musculaires se terminent sur les bords de l'échancrure postérieure du centre tendineux.

### Orifices du diaphragme

#### Hiatus aortique
Le hiatus aortique se situe en arrière du diaphragme à proximité de la colonne vertébrale au niveau de la douzième vertèbre thoracique. Il est limité à l'avant par le ligament arqué médian et latéralement par les piliers du diaphragme.
Il donne passage à l'aorte, qui de thoracique devient abdominale, et au conduit thoracique.

#### Hiatus œsophagien
Le hiatus œsophagien se situe en avant du hiatus aortique au niveau de la dixième vertèbre thoracique. Il est formé par des faisceaux musculaires en provenance des piliers du diaphragme.
Il donne  le passage à l'œsophage et aux nerfs pneumogastriques.

#### Foramen de la veine cave
Le foramen de la veine cave est situé en avant du hiatus œsophagien et sur sa droite à la jonction des folioles droit et antérieur du centre tendineux à la hauteur de la neuvième vertèbre thoracique.
Il donne le passage à la veine cave et à des branches du nerf phrénique droit.

#### Autres orifices
On trouve également d'autres orifices pairs :
- le triangle sterno-costal,
- le triangle lombo-costal généralement fermé,
- le hiatus des nerfs splanchniques thoraciques,

## Innervation
Le diaphragme est innervé par le nerf phrénique qui naît des racines cervicales C3 C4 et C5.

## Fonction
La contraction du diaphragme assure l'expansion de la cage thoracique et crée une dépression dans les poumons, entraînant une entrée d'air ou inspiration. L'expiration est passive, par décontraction du diaphragme. Pour un ordre d'idée, lorsque le diaphragme d'une personne s'abaisse de un cm, c'est 500 mL d'air qui entrent dans ses voies respiratoires.

### Mécanisme inspiratoire

Mécanisme de la respiration.

Le mécanisme d'inspiration se décompose en deux phases :
- la phase abdominale :
elle résulte d'un aplatissement des coupoles, et d'un abaissement du centre phrénique, les points fixes étant les insertions sur la 10e côte, et a pour conséquence un appel d'air au niveau des poumons. Le mouvement étant dirigé vers le bas, les viscères abdominaux s'en trouvent comprimés : on observe alors un « gonflement du ventre », le muscle abdominal transverse jouant un rôle de contre appui ;
- la phase thoracique :
le centre phrénique devient le point fixe alors que les fibres continuent de se contracter en entraînant une élévation des côtes basses (les côtes basses étant à la base dirigées vers le bas, il suffit alors de les horizontaliser : c'est l'action du diaphragme). Cette élévation augmente le diamètre transversal et antéro-postérieur de la cage thoracique.

Pour que le centre phrénique devienne un point fixe lors de la contraction du muscle diaphragme, il doit prendre appui sur la masse viscérale qui a été préalablement comprimée lors de la phase dite abdominale. Une autre manière d'obtenir un point d'appui pour le centre phrénique est la position couchée sur le ventre, c'est-à-dire en décubitus ventral, on a là aussi une compression des viscères.

### Mécanisme expiratoire
Au repos ou à faible activité, l'expiration est généralement passive et se caractérise par un relâchement des muscles éventuellement aidé par la gravité.
Il existe cependant des configurations organiques et contextes divers rendant l'expiration active (exemple : phénomène « piston » chez les macropodidés pendant la course) voire explosive (en particulier chez certains taxons marins comme les cétacés).

## Développement
Le diaphragme résulte de la fusion de quatre structures embryonnaires :
- le septum transversum qui sépare la cavité cœlomique en cavité thoracique et cavité abdominale. Il aboutira au centre phrénique tendineux ;
- les membranes pleuro-péritonéales ;
- le mésoderme para-axial de la paroi du tronc qui aboutira avec les membranes pleuropéritonéales à la partie musculaire périphérique ;
- le mésenchyme œsophagien qui constituera les piliers du diaphragme.

## Exploration
La radiographie du thorax permet de visualiser les coupoles diaphragmatiques et de voir s'il existe une ascension de l'une d'elles. Elle est faite en fin d'inspiration mais peut être réalisée en expiration profonde permettant de dépister une paralysie diaphragmatique.
L'échographie permet d'en mesurer l'épaisseur ainsi que sa mobilité.
L'IRM ou le scanner sont de bonnes modalités d'imagerie.
Les épreuves fonctionnelles respiratoires peuvent apprécier certains indices de la fonction diaphragmatique, comme la mesure de la pression maximale inspiratoire.

## Pathologies connues
- Hernie diaphragmatique

- Plaie du diaphragme
- Infiltration du diaphragme par des lésions d'endométriose, dans les formes d'endométriose profonde. Les patientes ressentent alors de profondes douleurs à la respiration et irradiant dans l'épaule droite, majorées lors des règles.

### Troubles du fonctionnement
- paralysie diaphragmatique :

- Contraction diaphragmatique chronique ou syndrome chronique d'hyperventilation, dit « maladie du soupir », aussi mal nommé « spasmophilie » : ce syndrome est d'origine psychosomatique[réf. nécessaire]. Il peut être lié au stress, à l'angoisse, à un choc émotionnel, etc., et se traduit physiologiquement par un « blocage » du diaphragme dont les filaments d'insertion restent contractés.
Parallèlement au traitement de la cause du trouble psychologique proprement dit, ce syndrome peut être apaisé par l'apprentissage des techniques de la respiration abdominale aussi utilisée en plongée, en chant, en travail scénique, en musique instrumentale à vent, en arts martiaux, en yoga, en sophrologie, en équitation centrée, etc. et qui consiste principalement en un travail d'assouplissement et d'étirement du diaphragme.

## Traitement
Une rééducation du diaphragme peut être menée, dans le cas, par exemple, d'une insuffisance cardiaque, permettant une amélioration des symptômes et de la qualité de vie.
Une stimulation électrique, soit du nerf phrénique, soit du diaphragme lui-même, semble être une modalité thérapeutique prometteuse dans certaines indications.